# Thaddeus Thawne
Thaddeus Thawne, noto anche come Inertia o Kid Zoom, è un personaggio dei fumetti DC Comics. Nell'Universo DC, Thawne è un supercriminale e fa parte degli avversari di Flash.

## Storia editoriale

### Creazione
Quando fu chiesto chi creò Inertia, Ethan van Sciver scrisse che lui poteva ritenersi responsabile solo per il 5%. Il resto fu attribuito a Mike Wieringo (20%), Grant Morrison (25%) e Todd Dezago (50%). Affermò anche che l'aspetto di Inertia è solo quello di un Impulso invertito, come un Anti-Flash. Questo sistema l'originario ruolo di "Anti-Impulso", creato per antagonizzare il personaggio.

### Apparizioni iniziali
Le apparizioni iniziali di Inertia avvennero in Impulse n. 50: "First Fool's" (luglio 1999), seguita dal numero n. 51: "It's all relative" (agosto 1999), osservato da Dezago. Quindi, Dezago scrisse per Impulse #52 "Tumbling Down" (settembre 1999). Lo sviluppo maggiore del personaggio avvenne nel numero n. 53: "Threats" (ottobre 1999), sempre scritto da Dezago. Inertia non comparve più fino a Impulse dal numero 62 al n. 66 : "Mercury Falling" (da luglio a novembre 2000), di DeZago. Dopo di ciò, Inertia non comparve più per quasi mezzo decennio.

### Rinascita
Circa cinque anni dopo il suo debutto, Inertia cominciò ad apparire regolarmente nell'Universo DC, il più delle volte da quando il suo gemello, Bart Allen, è diventato Flash. Il suo personaggio apparve in The Flash: The Fastest Man Alive n. 5: "Lightning in a bottle, parte 5" (dicembre 2006) di Danny Bilson e Paul DeMeo. La storia è sempre la stessa: Inertia agisce come antagonista di Bart Allen, ora molto cambiato dai giorni in cui era Impulso.
In aggiunta alle comparse in Flash, Inertia fece ripetute comparse in Teen Titans (vol. 3) n. 43 (gennaio 2007) scritto da Geoff Johns, e disegni di Tony Daniel e Jonathan Glapion. La storia si conclude con Teen Titans (vol. 3) n. 46 (Aprile 2007) scritto da Geoff Johns e Adam Beechen.

## Biografia del personaggio

### Gli inizi
Thaddeus Thawne è un clone di Bart Allen creato nel XXX secolo dalla nonna materna di Bart, il Presidente Thawne. Questa era una discendente del Professor Zoom e, stanca delle attività criminali del nipote nel XX secolo, decise di creare un clone di Bart utilizzando più DNA dei Thawne così che potesse divenire più spietato. In aggiunta a questa modifica, la crescita di Thaddeus e la missione come "Anti-Impulso" era quella di tornare indietro nel tempo e rimpiazzare Bart. Viene però battuto e non riesce quindi nel suo intento.
Al secondo tentativo, capendo che Bart avrebbe dato la sua vita per salvare Max Mercury, scappò, apparentemente terrorizzato dal contrasto tra la famiglia adottiva di Bart e il trattamento di sua nonna nel tentativo di usarlo come arma.

### Il ritorno
Apparentemente di nuovo dopo gli eventi di Un anno dopo, Inertia lavorò con Manfred Mota. Dichiarò che il suo lavoro consisteva nel rubare la velocità degli altri velocisti, così da diventare il prossimo "uomo più veloce del mondo". Il primo obiettivo di Inertia era il suo vecchio rivale, Bart Allen, che assumeva in quel momento le sembianze sia del nuovo Flash che del vecchio Flash, Jay Garrick. Dopo aver tradito Mota, Inertia usò la figlia di Mota, Valerie Perez, come esca per intrappolare Bart. Quest'ultimo sfuggì all'esca e riuscì con successo a salvare Valerie.
Dopo questa sconfitta, Inertia cominciò a contattare i Nemici (un team formato dai più grandi nemici di Flash) per il prossimo attacco.
Inertia lavorò anche con Deathstroke. Dovuto all'incapsulazione nel corpo di Bart della forza della velocità, Inertia fu costretto ad iniettarsi il "Velocity 9", il noto siero inventato da The Rival (vedi Anti-Flash) che permette, a chi ne fa uso, di muoversi a velocità super umane. Tuttavia, il Velocity 9 usato da Inertia era stato realizzato da Deathstroke e non rivelò nessun effetto collaterale.
Dopo essere stato sconfitto in The Flash: The Fastest Man Alive n. 8, ritornò nel numero 10 quando si confrontò con Heat Wave. Reclutò Heat Wave nel suo nuovo piano misterioso, dicendogli di star parlando di qualcosa che avrebbe "cambiato il mondo". Sbarazzarsi di Flash sarebbe stato "solo un bonus".
A questo punto è diventato un membro dei nuovi Titan East in cambio dell'aiuto di Deathstroke. Iniziò così l'attacco verso i Teen Titans con il compagno dei Titans East, Match. Spacciandosi per Impulso e Kid Flash, batté Robin e Raven, per poi giocare con Wonder Girl nella tana segreta di Robin. Infine lasciò a Match il compito di abbattere Wonder Girl mentre è priva di sensi. Durante l'assalto, Inertia menzionò che si sarebbe autonominato Kid Zoom dopo che Bart passò da Impulso a Kid Flash, tuttavia decise di tenersi il nome di Inertia.
In Teen Titans (vol. 3) n. 44, lo si vede coinvolto in una relazione sentimentale con la sua compagna dei Titans East Sun Girl.

### A tutto gas
Con Bart Allen come nuovo Flash, Inertia decise che era giunto il momento di dichiarare guerra alle sue vecchie nemesi. Organizzò con i Nemici di Flash un gran piano. Dichiarò che il loro obiettivo era quello di costruire una macchina che avrebbe fermato il tempo, essenzialmente dando loro la possibilità di commettere crimini senza avere intorno qualcuno che avrebbe potuto fermarli.
Questa operazione è stata apparentemente in fase di pianificazione per un po' di tempo, e alcune sessioni di pianificazione dei Nemici sono state raffigurate nei numeri della serie settimanale Countdown.
Una volta che il piano fu messo in azione, i Nemici attrassero l'attenzione di Flash, ma presto fu rivelato loro che questa era subito l'intenzione di Inertia: la macchina che stavano costruendo non fermava il tempo, la sua funzione era quella di espellere la forza della velocità dal corpo di Flash e di trasferirla in quello di Inertia, così che potesse contare sulla velocità naturale e non dipendere più dal Velocity 9.
Anche se Bart perse la sua velocità, il Pifferaio e Abra Kadabra catturarono Inertia dopo il tradimento e lo indebolirono, prima di catturare Flash.
Inertia si liberò nel tentativo di raggiungere la macchina e evitare che la ragazza di Bart liberasse la Forza della Velocità, solo per essere poi affrontato e battuto da un furiosissimo Flash. Come Flash si indebolì, i Nemici lo uccisero.

### La fine
Immediatamente dopo aver ucciso Bart, i Nemici rivolsero la loro ira verso Inertia, incolpandolo del fiasco. Inertia scappò, e l'arrivo delle forze di polizia costrinsero i Nemici a fuggire prima che potessero acchiapparlo, permettendogli così di andarsene.
Tuttavia, nel momento in cui Bart combatteva i Nemici, Wally West, il Flash precedente, ritornò su questo piano d'esistenza. Avendo avuto notizia della morte di Bart, l'arrabbiato Wally diede la caccia ad Inertia. Sebbene pensasse di ucciderlo, Flash decise invece di fare "qualcosa di peggio". Utilizzò le sue abilità per rallentare i movimenti di Inertia al punto da renderlo immobile, praticamente una statua vivente. Quindi mise in mostra la statua di Inertia al museo di Flash, di fronte alle statue di Bart nei panni di Impulso e di Kid Flash. Sebbene potesse ancora ascoltare e vedere normalmente, Inertia fu condannato a passare l'eternità in condizione di una paralisi quasi totale, a fissare le statue di Bart. Wally lo descrisse come "forzato a osservare, con occhi che impiegano anni a chiudersi...al fantasma dell'uomo che non sarebbe mai potuto essere".
In Final Crisis:Rouge's Revenge, mentre sta per essere trasferito dal Museo di Flash a Iron Heights, Inertia viene colpito da un fulmine rosso che lo libera dalla paralisi. Sentendo la notizia della fuga dai notiziari, i Nemici decisero di dargli la caccia come ricompensa per essere stati manipolati. Dopo aver ucciso le sue guardie, Inertia sta per attaccare i figli di Wally West, quando viene fermato proprio dalla persona che lo ha liberato: Hunter Zolomon, alias Zoom, che vuole far divenire Inertia il nuovo Kid Flash.
Sconfigge i Nemici al fianco di Zoom, anche se alla fine si rinominerà Kid Zoom.
Quando Libra compare con il figlio del Mago del Tempo come merce di scambio, Thawne uccide il bambino e attacca Libra, solo per poi essere fermato da Zoom. Subito si rivolta verso il suo mentore, estirpandogli i poteri e facendolo tornare allo stato normale, il vecchio paraplegico Hunter Zolomon. Tenta di battere i Nemici da solo ma viene congelato sul posto dal Pifferaio e quindi ucciso da un attacco combinato degli altri Nemici, ripetendo il modo in cui fu ucciso Bart Allen. Il suo corpo fu teleportato al Dipartimento di Polizia di Keystone City, con una nota che diceva "Dite a Flash che siamo pari - i Nemici".

## Poteri e abilità
Essendo un clone di Bart Allen, Inertia è principalmente un velocista.
Egli non ha dimostrato qualsiasi altro potere relativo alla velocità, inclusa la resistenza di Bart alle alterazioni del flusso temporale. Per qualche tempo dopo Crisi infinita, Inertia non rimase molto connesso alla Forza della Velocità.Invece, cominciò ad iniettarsi il Velocity 9, una sostanza che gli consente di mantenere la sua velocità super umana. il Velocity 9 ha dimostrato di essere particolarmente instabile in passato, ma la versione di Deathstroke sembra non avere alcun effetto negativo.
Per un breve periodo prima della sua morte, condivise i suoi poteri con Zoom, che gli prestò la sua velocità per farne il suo Kid Flash. Il suo tentativo fallì: Inertia si trasformò in un pazzo Kid Zoom, con l'assoluta padronanza sulla linea temporale individuale di un essere umano, capace di ritrasformare Zoom nel suo alter ego e di ucciderlo con un semplice schiocco delle sue dita prima di essere ucciso a sua volta dalle forze combinate dei Nemici.